# Geothallus tuberosus
Espèce
Classification phylogénétique
Statut de conservation UICN

 CR  : 
En danger critique
Geothallus tuberosus est une espèce de plantes du genre Geothallus de la famille des Sphaerocarpaceae.